# WMLScript
WMLScript es un dialecto de JavaScript utilizado en las páginas WML y es una parte del Wireless Application Protocol (WAP).
WMLScript es un lenguaje interpretado del lado del cliente muy parecido a JavaScript, al igual que este, se utiliza para tareas tales como validación de datos de entrada en un formulario, generación de mensajes de error o diálogos, etc. Está basado en ECMAScript (European Computer Manufacturers Association Script), que es la versión estandarizada de JavaScript, por esta razón la sintaxis de WMLScript es muy similar la de JavaScript.
La principal diferencia entre JavaScript y WMLScript es que el código JavaScript puede estar embebido en el interior de una página HTML mientras que el código WMLScript siempre estará localizado en un fichero separado del documento WML. Se utilizará una URL para hacer referencia al código WMLScript dentro de la página WML.